# Oudheidkunde
Oudheidkunde, ook wel paleologie genoemd (van Oudgrieks palaios = "oud" + logos = "kunde"), is de verzamelnaam voor een reeks wetenschappelijke disciplines, die zich richten op de wereld, taal, geschiedenis en cultuur van de oudheid. Hoewel het woord een vertaling is van het Griekse archeologie, omvat de oudheidkunde meer dan alleen de wetenschap die nu zo heet.
De belangrijkste deeldisciplines zijn:
- Klassieke talen (Grieks en Latijn)
- Oude geschiedenis
- Mediterrane archeologie
- Egyptologie
- Etruskologie
- Hittitologie
- Assyriologie
- Iranologie

Ook de bestudering van het antieke jodendom en christendom behoort tot de oudheidkunde.